# كوييستا (نيومكسيكو)
كوييستا (بالإنجليزية: Questa, New Mexico)‏ هي معلم جغرافي تقع في الولايات المتحدة في مقاطعة تاوس، نيومكسيكو. يقدر عدد سكانها بـ 1,864 نسمة ومساحتها 13.2 كم2 وترتفع عن سطح البحر 2,274 متر.

## التركيبة السكانية
حدّد مكتب تعداد الولايات المتحدة بيانات التركيبة السكانية لكوييستا في تعداد الولايات المتحدة. في ما يلي، التركيبة السكانية حسب تعدادي 2000 و2010.

### تعداد عام 2000
بلغ عدد سكان كوييستا 1,864 نسمة بحسب تعداد عام 2000، وبلغ عدد الأسر 741 أسرة وعدد العائلات 513 عائلة مقيمة في القرية. في حين سجلت الكثافة السكانية 140.7 نسمة لكل كيلومتر مربع (364.4/ميل2). وبلغ عدد الوحدات السكنية 888 وحدة بمتوسط كثافة قدره 67 لكل كيلومتر مربع (173.5/ميل2).
وتوزع التركيب العرقي للقرية بنسبة 50.16% من البيض و0.11% من الأمريكيين الأفارقة و0.70% من الأمريكيين الأصليين و0.05% من الأمريكيين ذوي الأصول الآسيوية و0.11% من سكان جزر المحيط الهادئ و43.40% من الأعراق الأخرى و5.47% من عرقين مختلطين أو أكثر و80.53% من الهسبانيون أو اللاتينيون من أي عرق.
بلغ عدد الأسر 741 أسرة كانت نسبة 38.3% منها لديها أطفال تحت سن الثامنة عشر تعيش معهم، وبلغت نسبة الأزواج القاطنين مع بعضهم البعض 49.3% من أصل المجموع الكلي للأسر، ونسبة 13.8% من الأسر كان لديها معيلات من الإناث دون وجود شريك،  بينما كانت نسبة 6.2% من الأسر لديها معيلون من الذكور دون وجود شريكة وكانت نسبة 30.8% من غير العائلات. تألفت نسبة 26.5% من أصل جميع الأسر من عدة أفراد يعيشون في نفس المنزل ونسبة 9.9% كانت تتألف من شخص يعيش بمفرده يبلغ من العمر 65 عاماً أو أكثر. وبلغ متوسط حجم الأسرة المعيشية 2.52، أما متوسط حجم العائلات فبلغ 3.02.
بلغ العمر الوسطي للسكان 37.9 عاماً. وكانت نسبة 28% من القاطنين تحت سن الثامنة عشر، وكانت نسبة 7.4% بين الثامنة عشر والرابعة والعشرين عاماً، ونسبة 26.3% كانت واقعةً في الفئة العمرية ما بين الخامسة والعشرين والرابعة والأربعين عاماً، ونسبة 25.4% كانت ما بين الخامسة والأربعين والرابعة والستين، ونسبة 12.9% كانت ضمن فئة الخامسة والستين عاماً فما فوق. يوجد لكل 100 أنثى 95.4 ذكر، ويوجد لكل 100 أنثى في الثامنة عشر من عمرها فما فوق 95.3 ذكر.
بلغ متوسط دخل الأسرة في القرية 23,448 دولارًا، أما متوسط دخل العائلة فبلغ 30,000 دولارًا. وكان متوسط دخل الذكور 26,667 دولارًا مقابل 20,000 دولارًا للإناث. وسجل دخل الفرد الخاص بالقرية 13,303 دولارًا. وكانت نسبة 20.7% من العائلات ونسبة 24.3% من السكان تحت خط الفقر، وكان من هؤلاء نسبة 29.9% تحت سن الثامنة عشر ونسبة 20.4% في الخامسة والستين من العمر وما فوق.

### تعداد عام 2010
بلغ عدد سكان كوييستا 1,770 نسمة بحسب تعداد عام 2010، وبلغ عدد الأسر 755 أسرة وعدد العائلات 477 عائلة مقيمة في القرية. في حين سجلت الكثافة السكانية 133.6 نسمة لكل كيلومتر مربع (346.0/ميل2). وبلغ عدد الوحدات السكنية 990 وحدة بمتوسط كثافة قدره 74.7 لكل كيلومتر مربع (193.5/ميل2).
وتوزع التركيب العرقي للقرية بنسبة 69.38% من البيض و0.34% من الأمريكيين الأفارقة و1.13% من الأمريكيين الأصليين و0.34% من الأمريكيين ذوي الأصول الآسيوية و25.14% من الأعراق الأخرى و3.67% من عرقين مختلطين أو أكثر و82.09% من الهسبانيون أو اللاتينيون من أي عرق.
بلغ عدد الأسر 755 أسرة كانت نسبة 29.5% منها لديها أطفال تحت سن الثامنة عشر تعيش معهم، وبلغت نسبة الأزواج القاطنين مع بعضهم البعض 45% من أصل المجموع الكلي للأسر، ونسبة 12.2% من الأسر كان لديها معيلات من الإناث دون وجود شريك،  بينما كانت نسبة 6% من الأسر لديها معيلون من الذكور دون وجود شريكة وكانت نسبة 36.8% من غير العائلات. تألفت نسبة 32.7% من أصل جميع الأسر من عدة أفراد يعيشون في نفس المنزل ونسبة 12.1% كانت تتألف من شخص يعيش بمفرده يبلغ من العمر 65 عاماً أو أكثر. وبلغ متوسط حجم الأسرة المعيشية 2.34، أما متوسط حجم العائلات فبلغ 2.97.
بلغ العمر الوسطي للسكان 44.3 عاماً. وكانت نسبة 23.2% من القاطنين تحت سن الثامنة عشر، وكانت نسبة 6.5% بين الثامنة عشر والرابعة والعشرين عاماً، ونسبة 21.2% كانت واقعةً في الفئة العمرية ما بين الخامسة والعشرين والرابعة والأربعين عاماً، ونسبة 32.7% كانت ما بين الخامسة والأربعين والرابعة والستين، ونسبة 16.4% كانت ضمن فئة الخامسة والستين عاماً فما فوق. وتوزع التركيب الجنسي للسكان بنسبة 50.7% ذكور و49.3% إناث.